# Mart Tiisaar
Mart Tiisaar (* 5. November 1991 in Rapla) ist ein estnischer Volleyball- und  Beachvolleyballspieler.

## Karriere Halle
Tiisaar spielte Hallenvolleyball von 2014 bis 2016 beim finnischen Verein Leka Volley in Kuopio. Der Diagonalangreifer war von 2010 bis 2011 auch in der estnischen Jugend- und Junioren-Nationalmannschaft aktiv. Von 2012 bis 2015 spielte er in der A-Nationalmannschaft.

## Karriere Beach
Seit 2016 spielt Tiisaar mit seinem Partner Kusti Nõlvak Beachvolleyball auf der FIVB World Tour. Die besten Resultate waren dabei 2018 ein zweiter Platz beim 2-Sterne-Turnier in Singapur, 2019 ein zweiter Platz beim 3-Sterne-Turnier in Jūrmala, 2020 der Sieg beim 1-Stern-Turnier in Vilnius und 2021 ein fünfter Platz beim 4-Sterne-Turnier in Itapema. Nõlvak/Tiisaar nahmen auch an den Europameisterschaften 2019, 2020 und 2021 teil, hatten hier allerdings keine vorderen Platzierungen.